# Zusters van Liefde van Jezus en Maria, Moeder van Goede Bijstand
De Zusters van Liefde van Jezus en Maria, Moeder van Goede Bijstand te Schijndel (in de volksmond meestal kortweg Zusters van Schijndel genoemd) vormen een katholieke congregatie die in 1836 werd gesticht door Antonius van Erp, toenmalig pastoor van Schijndel.
De werkzaamheden van deze orde zijn geïnspireerd door de heilige Vincentius a Paulo. De zusters maakten zich verdienstelijk met goede werken, zoals onderwijs, zieken- en bejaardenzorg. Vanuit Schijndel werden 36 kloosters opgericht, onder andere te Woensel, Gestel, en Nuenen. Ook op de Nederlandse Antillen en in Indonesië ontstonden vestigingen. Door de opkomst van de verzorgingsstaat werden deze werkzaamheden steeds vaker door leken verricht. Sedert 1975 treden er geen nieuwe zusters meer toe, zodat hun aantal gestaag afneemt.